# БТ-5
БТ-5 је био лаки тенк Црвене армије у Другом светском рату. Његов претходник био је БТ-2 а појачавањем његовог оклопа и калибра настао је БТ-7.

## Историја
Без искуства у производњи тенкова, 1930. СССР се окренуо увозу: из Британије је увезено 8 амфибијских лаких тенкова (Карден Лојд Модел 1931), 30 средњих тенкова (Модел Е и Мк II) и 26 танкета (Мк VI) . Убрзо су набављена и два тенка Кристи из САД. Брзи тенк Кристи послужио је као основа за серију брзих тенкова БТ.

## Карактеристике
Највећа разлика БТ-5 у односу на претходника из серије (БТ-2) била је већа купола, по први пут наоружана против-тенковским топом калибра 45 mm (који се користио и на Т-26), са једним спрегнутим митраљезом ДТ од 7.62 mm. Оклоп је био танак (6–13 mm), али је његова брзина сматрана активним обликом заштите. Иако оптерећена куполом за двојицу и релативно тешким оклопом, серија БТ 5-8 била је брза и тешко наоружана. Способност кретања на точковима (без гусеница) на дуге стазе показала се током борби против Јапанаца 1939.

### У борби
БТ-5 су до 1935. постали део свих коњичких дивизија. Први пут су стављени на пробу 1937. у Шпанији, када је 100 ових тенкова послато републиканцима: учествовали су у одбрани Мадрида, а неки су после рата служили у војсци фашистичке Шпаније. Две бригаде на граници са Монголијом учествовале су 1938. у победоносној бици на Халкин Голу против Јапанаца: показали су се сувише брзим за јапанску ПТ артиљерију, а сувише јаким за јапанске тенкове, иако су били рањиви према пешадији наоружаној Молотовљевим коктелом. Због тога су претрпели огромне губитке у Финској током Зимског рата.
У тренутку када су стављени на најтежу пробу након операције Барбароса 1941, били су већ застарели и жртва лошег совјетског одржавања.